# IDLE
IDLE (abreviatura de Integrated Development and Learning Environment, en español: «Entorno de desarrollo y aprendizaje integrado») es un entorno de desarrollo integrado para Python, que se incluye con la implementación predeterminada del lenguaje desde la versión 1.5.2b1. Está empaquetado como una parte opcional del paquete de Python con muchas distribuciones de Linux.
IDLE está destinado a ser un entorno de desarrollo integrado simple y enfocado para su uso por parte de usuarios principiantes, especialmente en un entorno educativo. Con ese fin, es multiplataforma y evita la sobrecarga de funcionalidades.
Según el archivo README incluido, sus principales características son:
- Editor de texto de múltiples ventanas con resaltado de sintaxis, autocompletado, sangría inteligente y otros.
- Intérprete de Python con resaltado de sintaxis.
- Depurador integrado con pasos, breakpoints persistentes y visualización de espacios de nombres locales y globales.[3]

El autor, Guido van Rossum, explicó que IDLE significa "Integrated DeveLopment Environment", y dado que van Rossum nombró al lenguaje Python en honor al grupo de comedia británico Monty Python, el nombre IDLE probablemente también fue elegido para honrar a Eric Idle, uno de los miembros fundadores de Monty Python.